# 2-я стрелковая дивизия (2-го формирования)
2-я стрелковая дивизия (формирования 1941 года) — воинское соединение (стрелковая дивизия) РККА Вооружённых Сил СССР в Великой Отечественной войне.
Преобразована из дивизии народного ополчения 26 сентября 1941 года.
Кадровая 2-я стрелковая дивизия, 1-го стрелкового корпуса, 10-й армии встретила самый первый удар вермахта 22 июня и погибла окружённая в «Минском котле» (27 — 30 июня). Её номер получила 2-я дивизия народного ополчения Сталинского района города Москва.

## История дивизии
В действующей армии с 26 сентября по 27 декабря 1941 года.
С 4 октября 1941 обороняла переправу через Днепр на шоссе Москва — Минск и участок Серково—Спичино—Яковлево. Свой левый фланг она протянула на 2 километра южнее железной дороги. Полосе, занятой для обороны 2-й стрелковой дивизией, придавалось особо важное значение. Она прикрывала прямое направление на Москву. Шоссейный железобетонный и железнодорожный мосты через Днепр были подготовлены к взрыву огневым и электрическим способом. По обеим сторонам автомагистрали располагались два дивизиона морских орудий. Они предназначались для противотанковой обороны этого направления. Орудия обслуживал отряд черноморских моряков в составе 800 человек. В качестве противотанковых средств были использованы и два полка 85-миллиметровых зенитных орудий. В каждом батальонном районе обороны имелось по два — четыре дота, вооружённых противотанковыми орудиями. Строительство дотов продолжалось. По всей долине левого берега Днепра возведены две полосы проволочных заграждении, плотно заминированные противопехотными и противотанковыми минами.
Между первой и второй позициями главной полосы обороны на участках Шатилова (ныне не существует, располагалась здесь)- Яковлево и Горяиново — Костенки были установлены электризованные проволочные сети. Построенные 133-й дивизией ячейковые окопы были превращены в сплошные траншеи с ходами сообщения, которые связывали все позиции главной полосы обороны. Пулемётные и орудийные окопы пополнились двумя-тремя запасными позициями. Каждый взвод располагал надёжным блиндажом. Командный пункт дивизии и двух стрелковых полков состоял из долговременных железобетонных сооружений. Дивизии придали 57-й тяжёлый артдивизион и 596-й гаубичный артиллерийский полк. Количество боеприпасов доходило до восьми комплектов для стрелкового и до шести комплектов для артиллерийского оружия. Таким образом, полоса обороны дивизии представляла собой развитую и сильно укреплённую полевую позицию с элементами долговременных оборонительных сооружений, с большой плотностью артиллерийского и ружейно-пулемётного огня. Однако все это оказалось не востребованным. Немецкие танковые группировки просто обошли полосы подготовленной обороны, соединились у Вязьмы и отрезали пути отхода четырём армиям (19, 20, 24 и 32-й).

«Вечером 3 октября командующий 32-й армией генерал-майор С. В. Вишневский информировал меня в самых общих чертах об обстановке и о том, что в районе Холм Жирковского против 13-й дивизии народного ополчения Ростокинского района (правого соседа нашей 2-й стрелковой дивизии), появилось до 100 вражеских танков. На участке соседа слева — 7-й дивизии народного ополчения Бауманского района, занимавшей левый берег Днепра до Дорогобужа, фашистские войска ещё не показывались (7-я дивизия народного ополчения в это время заменяла на Днепре 8-ю дивизию Краснопресненского района, уходившую в район Ельни). Что происходило в районе Ельни и южнее — для нас оставалось неизвестным. Все связи оказались нарушенными, а разведка донесений ещё не прислала… Со второй половины дня 7-го октября наступила необычайная тишина. Шум боя затих на всех направлениях. Только около 17 часов к шоссейному мосту через Днепр подошла рота вражеских мотоциклистов. Она пыталась захватить мост и предотвратить его уничтожение. Саперы дивизии взорвали мост вместе с фашистской ротой. К вечеру за Днепр отошли ещё три стрелковые дивизии и три артиллерийских полка усиления из состава 30-й армии. Эти войска составляли группу заместителя командующего Западным фронтом генерал-лейтенанта Болдина. Ни о составе, ни о численности войск, оказавшихся в полосе дивизии, а тем более об их боевых задачах мы не имели никакой информации. Знали лишь, что вся полоса дивизии до реки Вязьмы и восточнее её заполнена советской пехотой, артиллерией и автотранспортом»— Воспоминания командира дивизии Вашкевича
В 5 часов утра 8-го октября штаб дивизии получил приказ командующего войсками 32-й армии Вишневского, отданный в 2 часа 20 минут 8 октября 1941. г. Приказ гласил: «Исходя из сложившейся общей обстановки и указаний командующего фронтом, я подчиняю себе все части, действующие на восточном берегу р. Днепр на участке устье р. Вязьма — Дорогобуж. В соответствии с указаниями фронта решаю отводить войска с рубежа р. Днепр на Можайскую линию обороны. 2-я сд с приданными частями сосредоточивается в районе Третьяково, Зимница, Мал. Алфёрово к 15 00 8.10.41 и в 18 00 этого же числа начинает выход в направлении на Вязьму, имея осью движения Смоленскую автостраду…» До района сбора подразделениям дивизии предстояло пройти 25-30 км, а потом идти на Вязьму, до которой оставалось ещё 25-30 км. Эта задача была трудновыполнимой, но приказ есть приказ. И части дивизии приступили к его выполнению. Вскоре была получена записка командующего 19-й армией генерал-лейтенанта М. Ф. Лукина: «Приказ командарма 32 об отходе не выполнять как ошибочный. Выполняйте мой приказ на оборону. Лукин, Ванеев.8.10.41» Исполняя этот приказ, части дивизии, после небольших стычек с разведывательными и передовыми частями противника, вновь заняли свои позиции по реке Днепр. В 17 часов 50 минут 8 октября командиру 2-й сд Вашкевичу В. Р. был вручён офицером штаба 19-й армии новый документ, приказывающий, оставив части прикрытия на р. Днепр, в 19.00 8.10 начать отход на новый оборонительный рубеж по реке Вязьме на участке Борково, Артёмово. 2-я сд сразу же после получения боевого распоряжения приступила к его выполнению. К тому времени крупные пехотные части противника заняли обширную долину реки Вержи, железнодорожную станцию Дорогобуж и населённый пункт Сафоново. Требовалось задержать противника на этом рубеже хотя бы до утра 9-го октября, чтобы успеть отойти на реку Вязьму и занять там оборону. Поэтому ещё засветло 8-го октября, вся артиллерия дивизии (своим 6-и кратным боекомплектом) открыла массированный огонь по скоплениям неприятельской пехоты, который продолжался до рассвета 9-го октября, когда были подорваны морские орудия. Враг понёс серьёзные потери и до утра 10-го октября оставался западнее Днепра.
Попав в окружение под Вязьмой, включена в группу прорыва.12 октября 1941 года прорвала внутреннее кольцо окружения. Прорыв осуществлялся в направлении Гжатска. У села Богородицкого кольцо окружения было временно прорвано, там погибло 19 тысяч солдат и офицеров.

«В этом районе мы пробыли весь день 12 октября, ожидая подхода других наших частей. Однако к нам присоединились лишь отдельные небольшие подразделения из разных дивизий 19-й армии. 1284-й стрелковый полк, оставленный на реке Вязьме для прикрытия прорыва 19-й армии на восток, свою трудную задачу выполнил. Весь день 11 октября он огнём и контратаками отражал попытки крупных сил немецко-фашистских войск переправиться па восточный берег реки Вязьмы. Бойцы мужественно сражались, проявляли стойкость и героизм. Только небольшой части полка удалось выйти из окружения и присоединиться к своим войскам. Далеко на юго-западе, где ночью и утром шел жестокий бой, наступила тишина. Попытки выйти из окружения, предпринятые 19-й армией 8-го, 9-го и 10-го октября, только насторожили врага, заставив его ещё больше уплотнить боевые порядки своих войск. Прорыв из окружения, назначенный на 16 часов 11 октября, предполагалось провести под покровом ночи. Но к ночным действиям, тем более такого большого масштаба, как прорыв армией крупных сил противника и последующий ночной марш на 45—55-километров, войска и штабы оказались не подготовленными»— Воспоминания командира дивизии Вашкевича
Из окружения вышли: 107-я мотострелковая дивизия полковника П. Г. Чанчибадзе, 2-я стрелковая дивизия генерал-майора В. Вашкевича и 45-я кавалерийская дивизия полковника А. Стученко. Однако достичь линии фронта в районе Можайской линии обороны 2-я стрелковая дивизия так и не смогла.
Из-за понесённых потерь приказом НКО от 27.12.1941 г. «исключена из рядов РККА и расформирована» как погибшая на фронте.

## Подчинение
| Дата                | Фронт (округ)   | Армия      | Корпус (группа) | Примечания |
| ------------------- | --------------- | ---------- | --------------- | ---------- |
| 1 октября 1941 года | Резервный фронт | 32-я армия |                 |            |

## Состав
- 1282-й стрелковый полк
- 1284-й стрелковый полк
- 1286-й стрелковый полк
- 970-й артиллерийский полк
- 694-й отдельный зенитный артиллерийский дивизион
- 469-я разведрота
- 858-й батальон связи
- 492-й медико-санитарный батальон
- 331-я отдельная рота химической защиты
- 328-я автотранспортная рота
- 261-я полевая хлебопекарня

## Командиры
- Вашкевич, Владимир Романович, генерал-майор — (26.09.1941 — 15.11.1941)
- Лукьянов, Дмитрий Акимович, полковник — (16.11.1941 — 23.11.1941)